# 末吉宮

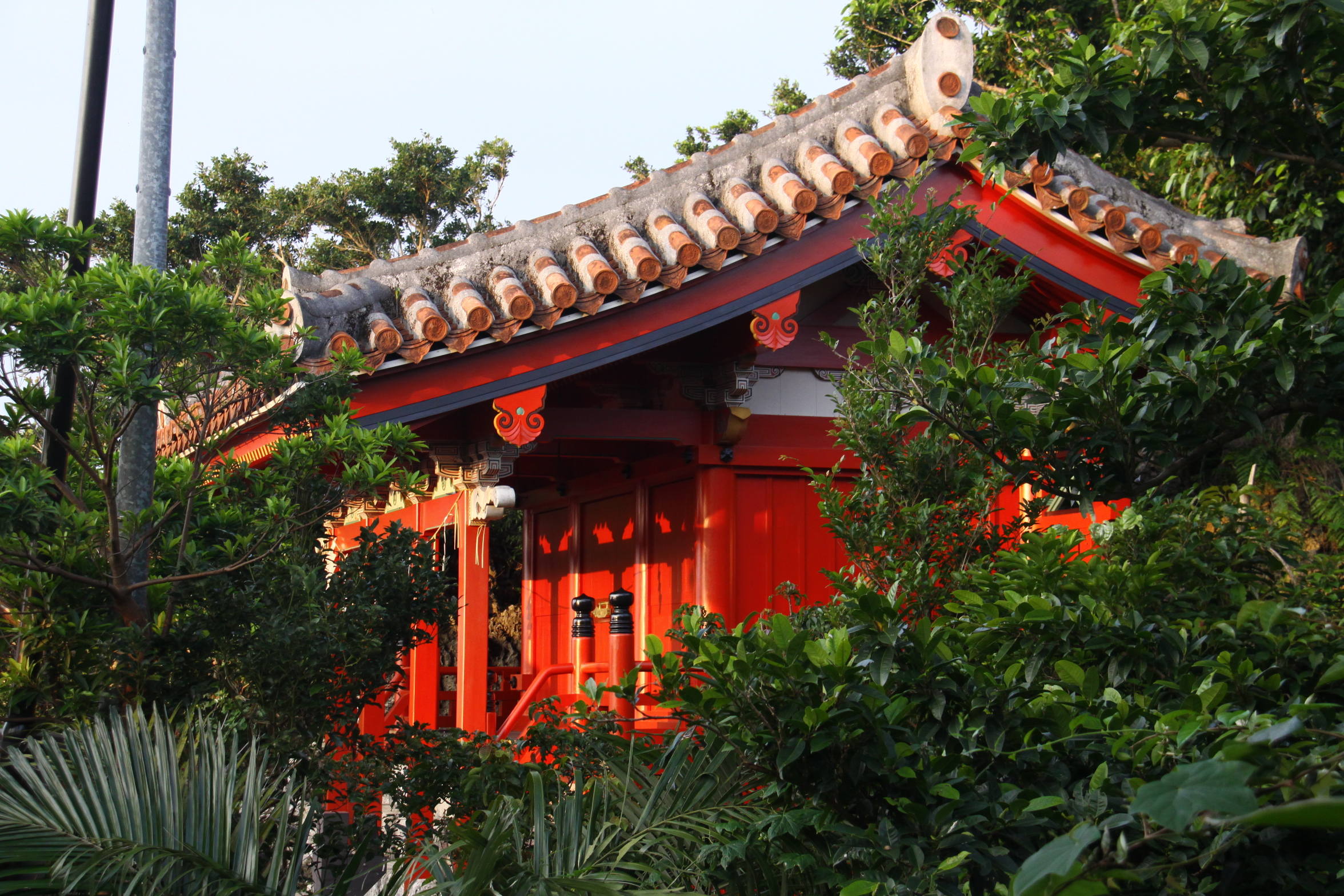
本殿
昭和11年（1936年）に国宝の指定を受けていたが太平洋戦争により焼失し、昭和47年（1972年）に再建された。

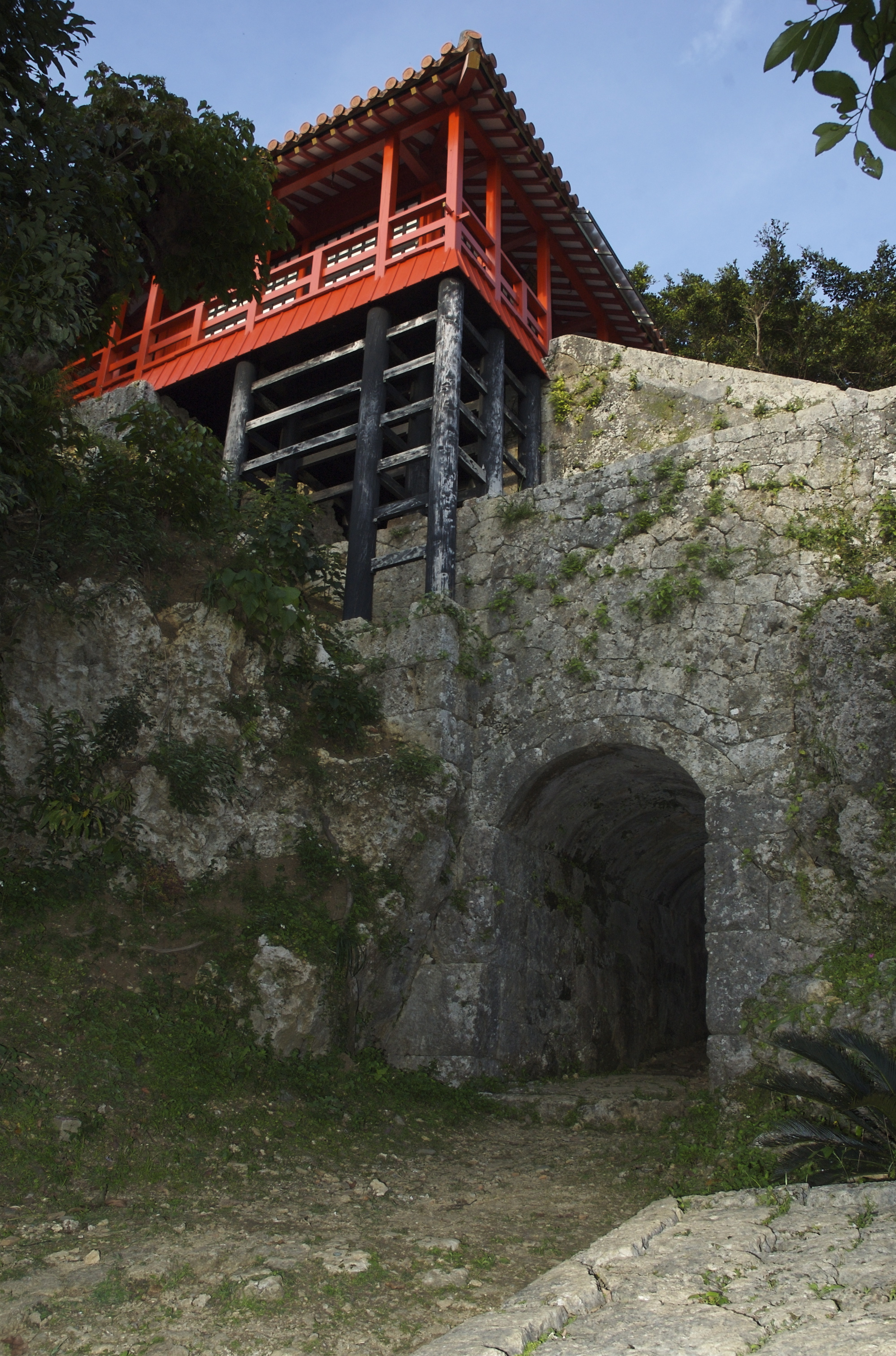
社務所脇から見上げた拝殿

末吉宮（すえよしぐう）は、沖縄県那覇市首里末吉町の末吉公園内にある神社で琉球八社のひとつ。旧社格は無格社。

## 祭神
主祭神として以下の熊野権現を祀っている。
- 伊弉冉尊 （いざなみのみこと）
- 速玉男尊 （はやたまをのみこと）
- 事解男尊 （こよさかをのみこと）

また、別鎮斎として以下の神を祀っている。
- 土祖神 （つちみおやかみ）
- 澳津彦命 （おくつひこのみこと）
- 澳津姫命 （おくつひめのみこと）
- 産土神 （うぶすなのかみ）

## 由緒
康熙52年（1713年、和暦では正徳3年）に成立した『琉球国由来記 巻11 密門諸寺縁起』の〔大慶山万寿寺〕の段にある「大慶山権現縁起」では、当社の開基を景泰年間（1450年 - 1457年）であるとし、その創始について次のような伝承を記している。
琉球王国の第6代国王尚泰久王の御世、天界寺の前住職であった鶴翁和尚が壮年の頃に倭国で修行していた際、熊野の方に向かって「もし、私が学道の修行を成就したなら、帰国して本意の後、熊野へ参詣致します」と誓って言った。やがて学道修行は成就し、帰国して住持となったことから、誓願を果たすべく尚泰久王に暇請いを願い出たが、王はこれを許さなかった。鶴翁和尚は頻りに暇請いをおこなったが、ある時、夢に人が現れ、「師よ志を遂げたいと欲するなら、是より北山に向かって大きな声で呼びなさい。応ずる所に霊験があるだろう。そこが即ち居所である。私は熊野権現である」と言った。夢より覚め、稀有に思いながらも一峰に到りて声を上げると前の山に響くところがあった。そこを尋ねたところ、崎嶇嶃岩（きくせんがん）としてあたかも霊地、人跡およばざる場所であった。そこに鬼面が一つあり、すなわち霊験であるとこれを拝んだ。このことを王殿に奏したところ、王もまた霊夢を見たことから、この出来事が意味なきことではないだろうと大臣等に詔し、この地に大社を建立した。また、鶴翁和尚がこの場所を歩いたとき1枚の鏡を獲たが、霊光を放つので社殿内陣に蔵した。
上記伝承は慶安元年（1648年）に初版が開板された『琉球神道記 巻第5』の「末好権現事」にも、ほぼ同様の内容が記載されている。
『琉球国由来記』に記述されている万寿寺（現・遍照寺）は真言宗8公寺の一つとされた当社別当寺であったが、『琉球宗教史の研究』では当社建立と同時に万寿寺も建立されたのではないかと推測している。
当社は官社の制により琉球八社とされた。官社へは王府から神職の役俸並びに営繕費が支給されたが、当社へは神職として祝部・内侍・宮童が置かれた。また、祝部・内侍が神楽の際に着用する服装は全て王府の寺社座から支給を受けた。
明治時代に入り、 琉球処分により琉球王国が廃され沖縄県が置かれると、当社は近代社格制度により無格社とされた。『琉球宗教史の研究』によれば、沖縄県行政府では当社を村社に列することを立案したが、経済的な理由から村社列格が出来ず、また社殿その他の設備においても不備な点が多々あって村社列格が事実上不可能であることから、とりあえず無格社として残置し、追々維持拡張整備して村社に引き直す根基を充実するよう努めることになったとしている。
さらに『琉球宗教史の研究』によれば、当時地元の民衆と信仰的に直接結合していたのは御嶽拝所であり、無格社となり日本政府の経済的保障がなかった当社は、その後経済的にも信仰的にも見るに耐えない無残な状態を呈することとなり、昭和14年（1939年）の沖縄県振興事業による復興計画に取り上げられた時には、明治末期頃まで残置していた拝殿は失せ、沖宮とともに昭和11年（1936年）国宝の指定を受けていた三間社流造の本殿も屋根瓦はほとんど落ち、三方垂木のうち二方が失せ、全体的に腐朽荒廃してる状況であった。
この本殿も激しい沖縄戦の中で砲撃を受け、建物の礎石、柱2本と虹梁を残し爆散してしまった。現在見ることが出来る社殿は、残った礎石と資材を基に昭和47年（1972年）復元したものである。

## 文化財
沖縄県指定有形文化財
- 磴道

史跡
- 末吉宮跡